# St. Pauli Bekehrung (Thomm)

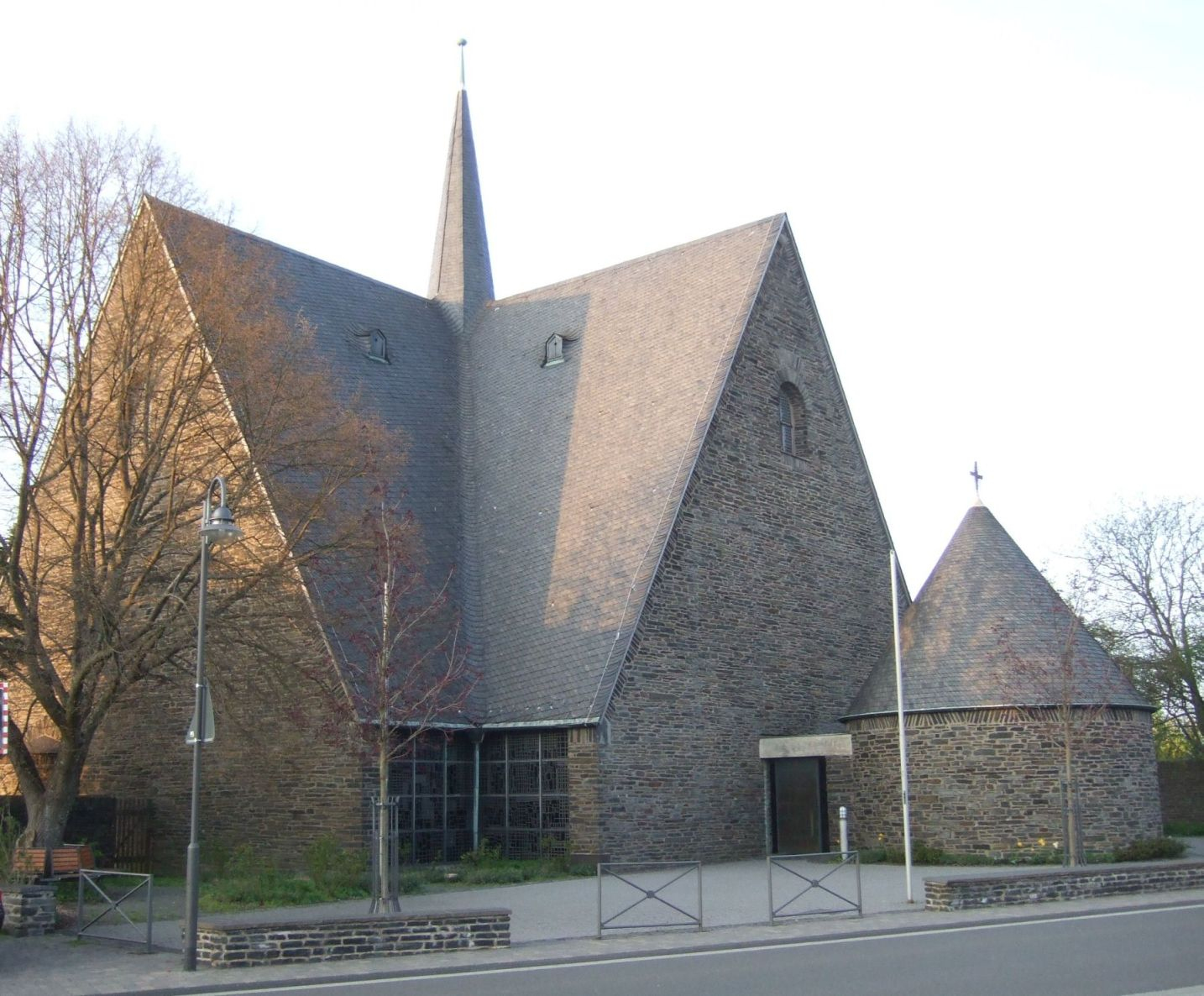
Kirche St. Pauli Bekehrung

St. Pauli Bekehrung ist eine katholische Kirche in der Ortsgemeinde Thomm im Landkreis Trier-Saarburg in Rheinland-Pfalz. Sie gehört seit 2025 zur Pfarrei St. Franziskus Im Hochwald im Pastoralen Raum Hermeskeil des Bistums Trier.
Die Pfarrgemeinde Thomm gehörte lange zur Pfarreiengemeinschaft Waldrach im ehem. Dekanat Hermeskeil-Waldrach.
Die Kirche trägt das Patrozinium St. Pauli Bekehrung.
Sie wurde 1963 bis 1965 nach den Plänen des Trierer Architekten Heinrich Otto Vogel aus heimischem Schiefer in der Trierer Straße erbaut.
Die nicht weit entfernte alte Kirche in der Kirchstraße aus dem Jahre 1788 wurde 1974 bis auf einen Grundriss der Grundmauern und den Kirchturm abgerissen.
Der Kirchturm ist ein Kulturdenkmal und enthält neben den Kirchenglocken auch die Gefallenengedächtnishalle.
Als Kirchenausstattung in der neuen Kirche werden eine barocke Muttergottes und ein Kreuzweg um 1900 auch als Kulturdenkmal geführt.
In der Weihnachtszeit ist eine Weihnachtskrippe installiert.

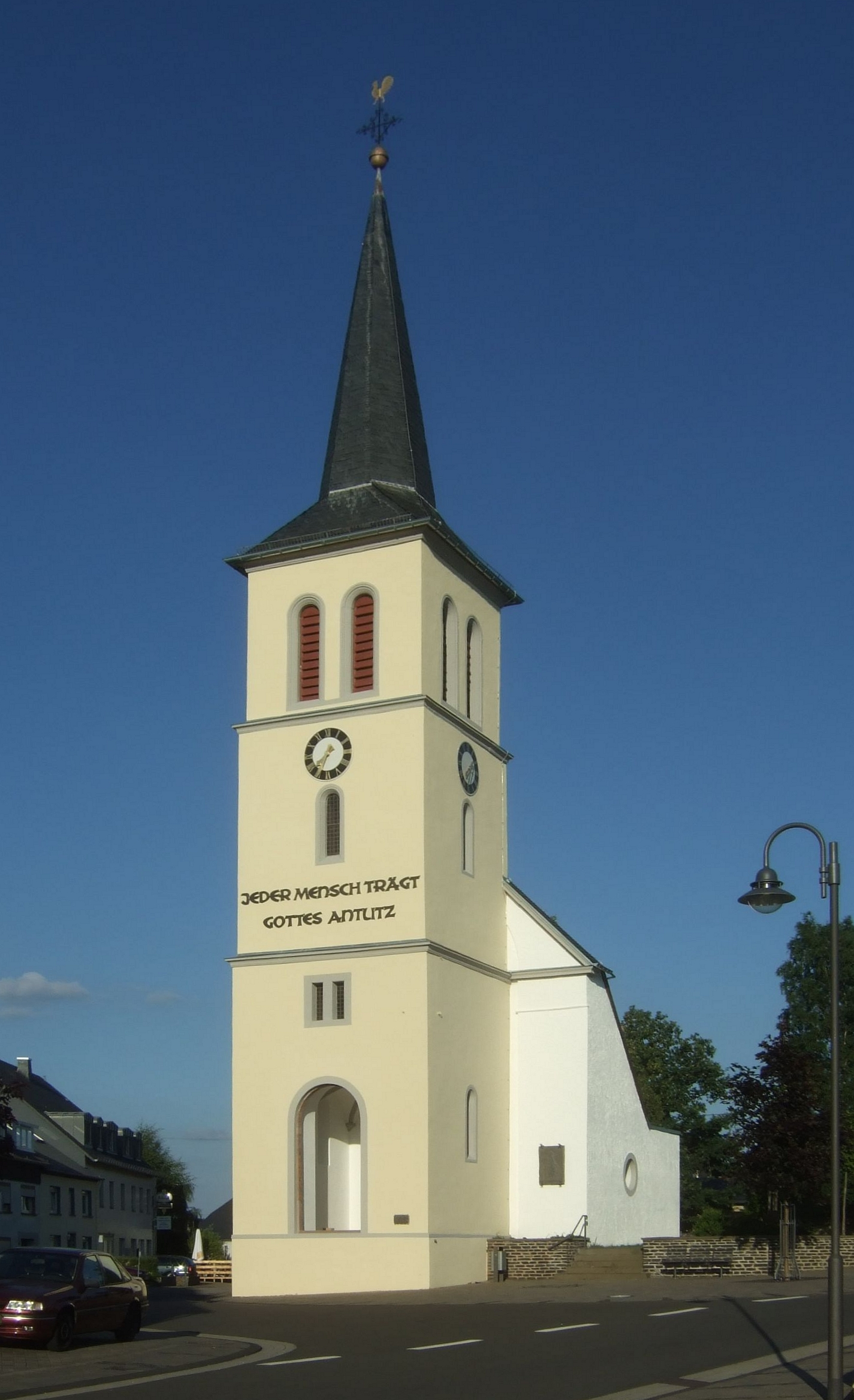
Kirchturm der alten Kirche
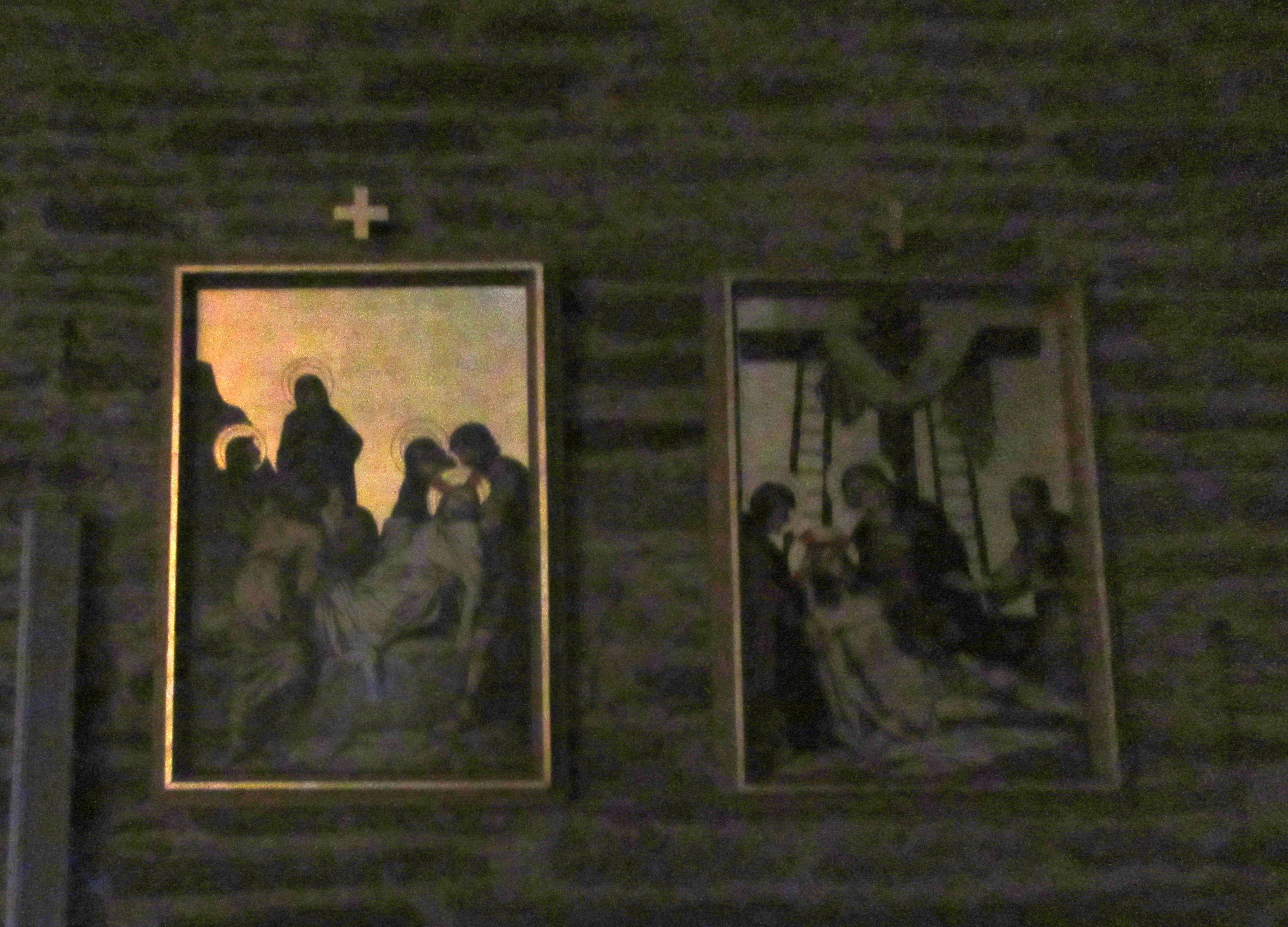
Ausschnitt aus dem Kreuzweg
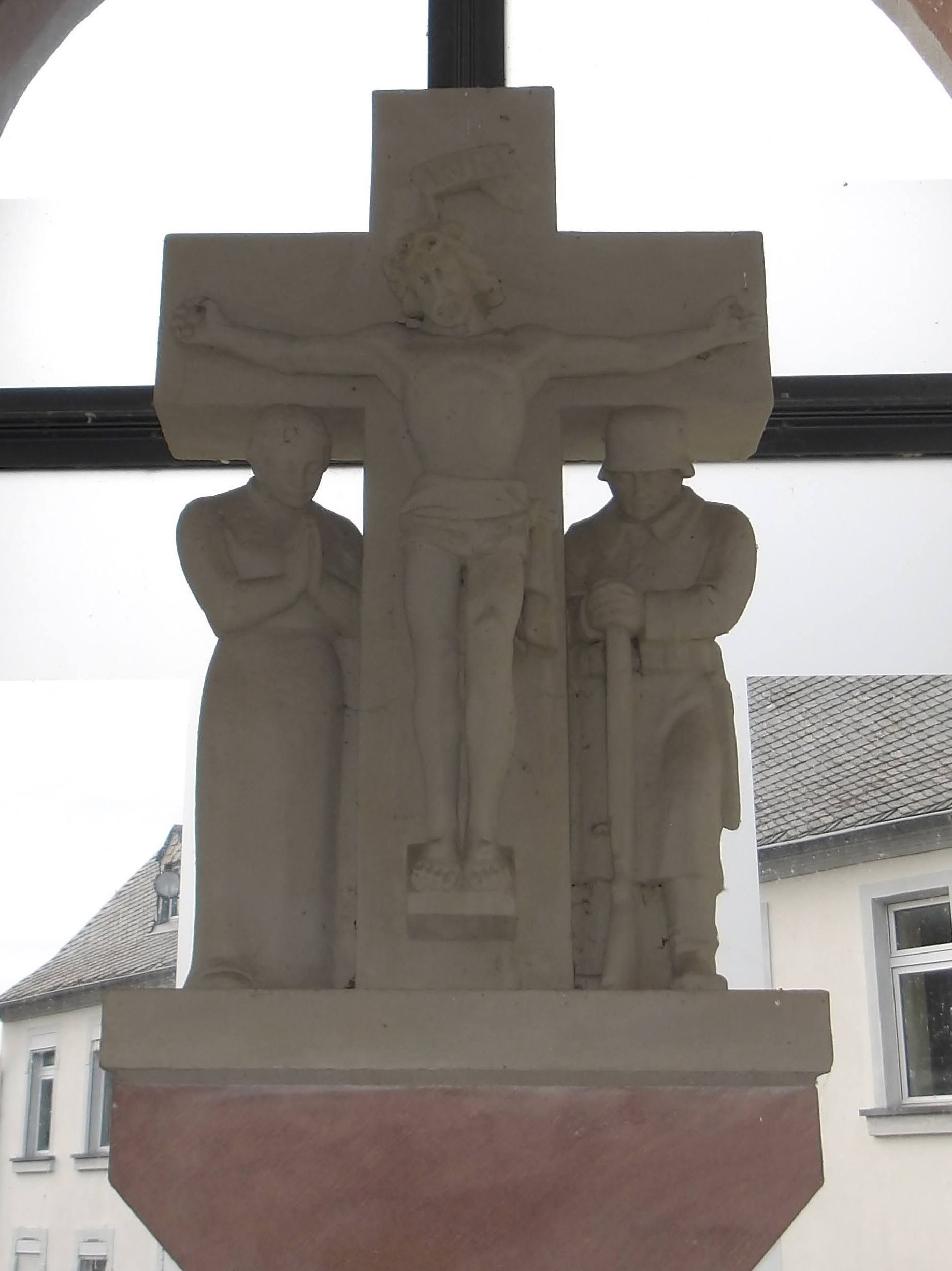
Kreuzigungsgruppe, alte Kirche
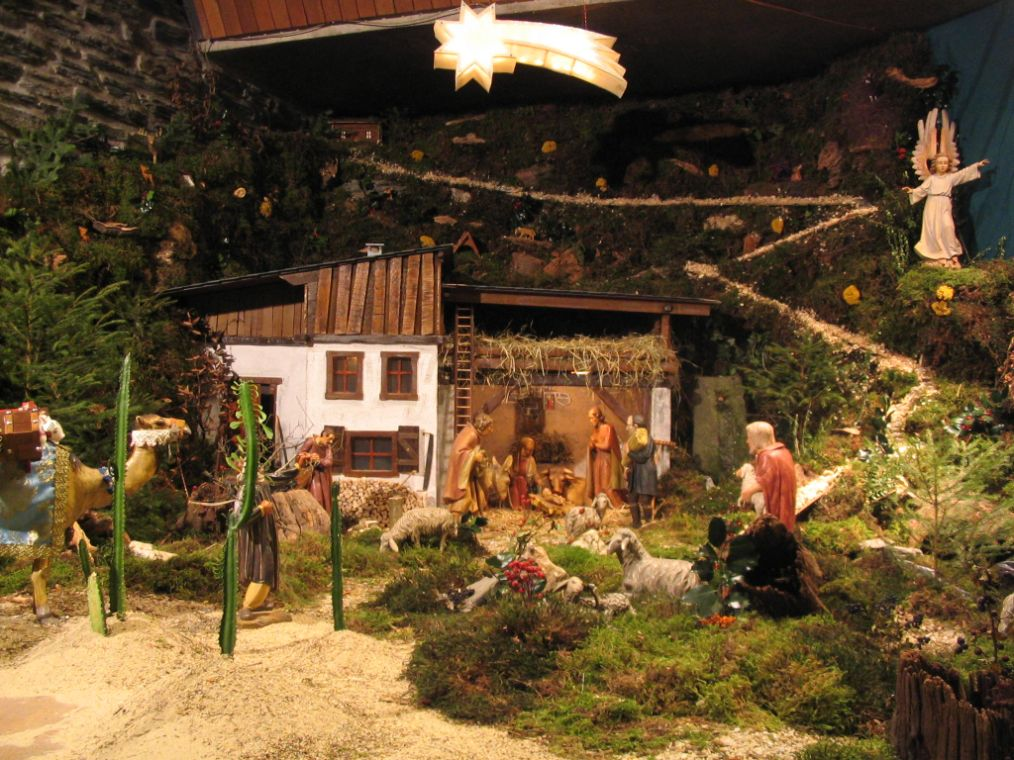
Weihnachtskrippe